# Bački Gračac
Bački Gračac (en serbe cyrillique : Бачки Грачац) est une localité de Serbie située dans la province autonome de Voïvodine. Elle fait partie de la municipalité d'Odžaci dans le district de Bačka occidentale. Au recensement de 2011, elle comptait 2 295 habitants.
Bački Gračac est officiellement classé parmi les villages de Serbie.

## Nom et histoire de la localité
L'ancien nom serbe de la localité était Filipovo (en serbe cyrillique : Филипово). Elle fut ensuite appelée Filipowa et Filipsdorf. La première mention de Bački Gračac, sous le nom de Filipova, figure dans un document remontant au roi de Hongrie Bela III (1173-1196). D'autres dénominations furent encore utilisées : Filipovo Selo (en serbe), Kindlingen, Sankt Philipp (en allemand), Szentfülöp, Szent-Fülöp (en hongrois).
Pendant la période ottomane (XVIe et XVIIe siècles), Filipovo était principalement peuplé de Serbes. En 1652, le village comprenait 7 foyers et un monastère. Des populations germaniques s'y installèrent en 1763. Vers 1764, 20 maisons furent construites. Vers 1801, le village comptait 272 foyers et, vers 1900, 535. Après la Seconde Guerre mondiale, la plus grande partie de la population d'origine germanique dut prendre la fuite.

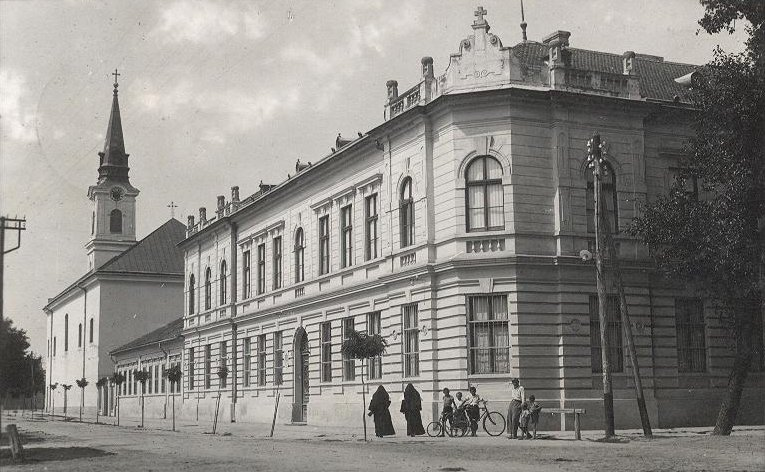
Photographie ancienne de Filipovo (Bački Gračac), avec l'ancienne église catholique

## Démographie

### Évolution historique de la population
| 1880  | 1910  | 1921  |
| ----- | ----- | ----- |
| 3 039 | 3 881 | 3 806 |

| 1948  | 1953  | 1961  | 1971  | 1981  | 1991  | 2002  | 2011  |
| ----- | ----- | ----- | ----- | ----- | ----- | ----- | ----- |
| 4 383 | 4 394 | 4 284 | 3 343 | 2 996 | 2 924 | 2 913 | 2 295 |

|  |

## Personnalités liées
- Robert Zollitsch, archevêque allemand, y est né le 9 août 1938, le bourg s'appelait alors Filipovo